# Барилла, Антонио
Антонио Барилла (итал. Antonino Barillà; 1 апреля 1988, Реджо-ди-Калабрия, Италия) — итальянский футболист, полузащитник.

## Карьера
Воспитанник «Реджины». 7 мая 2006 году дебютировал за «амарантовых» в Серии А в матче против «Фиорентины». Провел за команду несколько сезонов. Свой единственный гол за «Реджину» в элите провел 26 апреля 2009 года в ворота «Ювентуса». В Серии А Барилла также выступал за «Сампдорию» и «Парму». В 2023 году вернулся в родную «Реджину», из-за финансовых махинаций спустившуюся в Серию D.

### В сборной
25 марта 2009 года Антонио Барилла дебютировал за молодежную сборную Италии в товарищеском матче против Австрии. На протяжении года выступал за нее. Всего за молодежный состав национальной команды полузащитник провел семь игр и забил два гола.